# Ballineen and Enniskean
Ballineen (irisch Béal Átha Fhínín, deutsch: „Mündung der Furt Fíníns“) und Enniskean (irisch Inis Céin, deutsch: „Insel des Cian“) ist ein Doppelort im irischen County Cork in der Provinz Munster. Der Ort Ballineen and Enniskean hatte bei der Volkszählung im Jahr 2022 766 Einwohner.

## Lage
Ballineen und Enniskean liegen etwa 42 Kilometer westsüdwestlich von Cork am River Bandon. Durch den Ort führen die R586 und R588.

## Geschichte
Enniskean gilt als Wohnort des Cian mac Máelmuaid, Sohn des Königs von Munster Máel Muad mac Brain. Er war ein Verbündeter des Brian Boru zu Beginn des 11. Jahrhunderts und heiratete dessen Tochter Sadb.
1641 wurde Enniskean während der Irischen Rebellion geplündert. 1690 folgte eine neue Plünderung.
Mitte des 19. Jahrhunderts wurde in Ballineen ein Market House errichtet. Die katholische Kirche der Unbefleckten Empfängnis wurde 1871 errichtet.

## Persönlichkeiten
- Fernand Auberjonois (1910–2004), Journalist und Schriftsteller
- Phil Healy (* 1994), Leichtathletin, Sprinterin
- Joe Walsh (1943–2014), Politiker der Fianna Fáil

## Sehenswürdigkeiten
- Der Rundturm von Kinneigh steht ca. 4 km nordwestlich des Ortes
- Ballineen Bridge

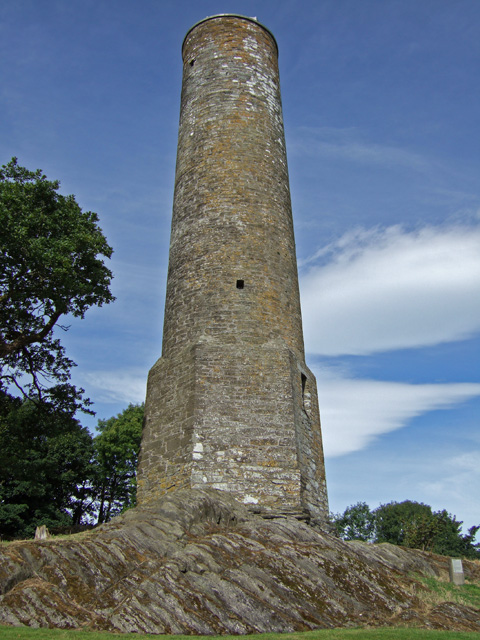
Kinneigh Rundturm
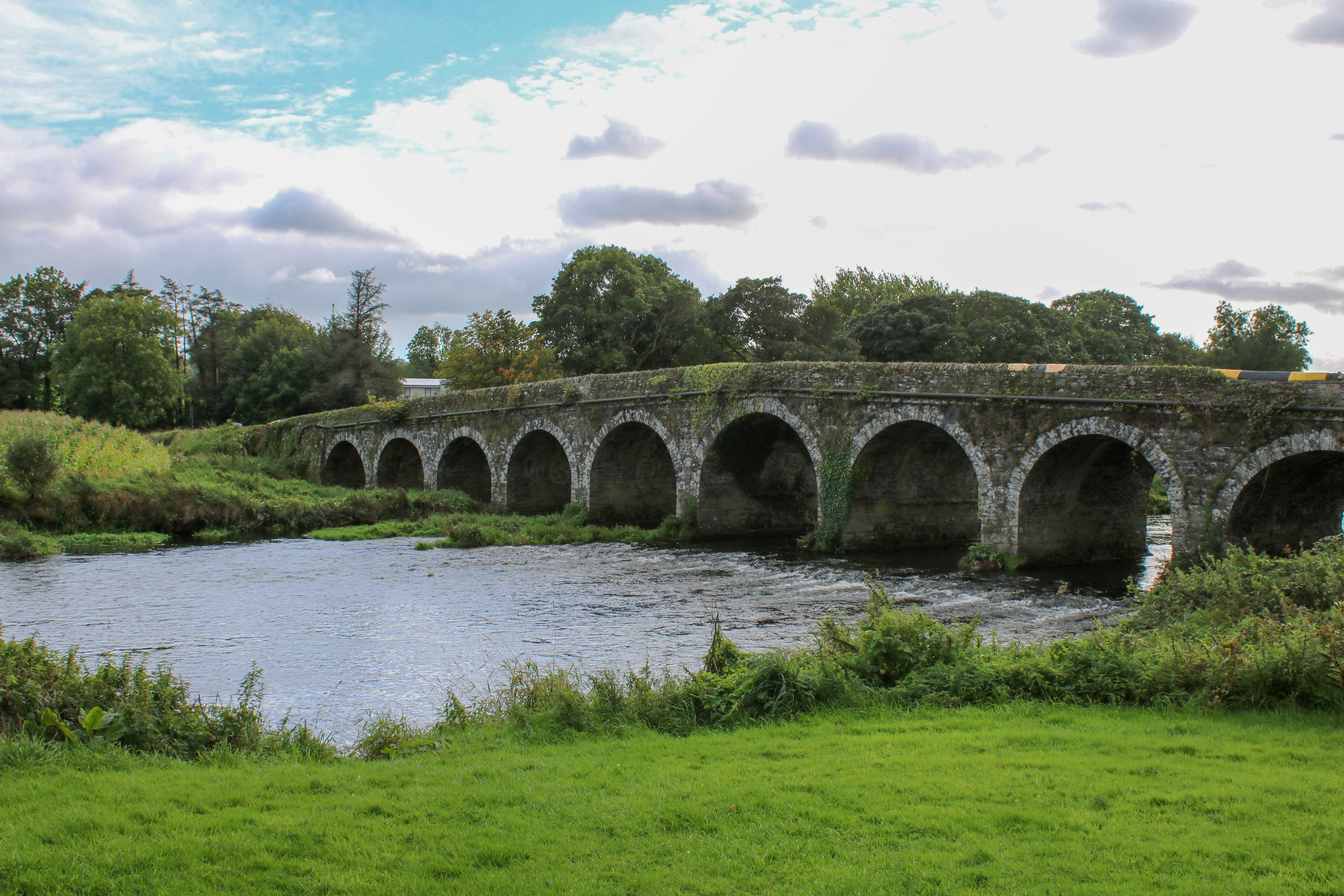
Ballineen Bridge